# 1er juin 1985
Le samedi 1er juin 1985 est le 152e jour de l'année 1985.

## Naissances
- Amanda Jackson, joueuse américaine naturalisée arménienne de basket-ball
- Amandine Mauricette, joueuse française de volley-ball
- Anthony Tolliver, joueur de basket-ball américain
- Ashley Key, joueuse américaine naturalisée suédoise de basket-ball
- Bénédicte Mauricette, joueuse française de volley-ball
- Benoît Roger, joueur français de volley-ball
- Christian de Hanovre, prince de Hanovre
- Julien El Fares, coureur cycliste français
- Kalililo Kakonje, footballeur zambien
- Ludovic Labarthe, joueur de rugby
- Mário Hipólito, joueur de football angolais
- Mark Karpelès, homme d'affaires français
- Maura Visser, joueuse internationale néerlandaise de handball
- Nick Young, joueur de basket-ball américain
- Rodolph Austin, joueur de football jamaïcain
- Sam Young, joueur de basket-ball américain
- Shuto Yamamoto, footballeur japonais
- Sompote Suwannarangsri, athlète thaïlandais
- Tayeb Maroci, joueur de football algérien
- Tirunesh Dibaba, athlète éthiopienne
- Viktoria Kouzyakina, joueuse de volley-ball russe

## Décès
- Anita Sharp-Bolster (née le 28 août 1895), actrice irlandaise
- Eugène Séguy (né le 21 avril 1890), spécialiste des diptères
- Marcel Emerit (né le 3 août 1899), historien et académicien français
- Maria Knebel (née le 18 mai 1898), actrice, metteur en scène, pédagogue et auteur russe
- Richard Greene (né le 25 août 1918), acteur britannique
- Robert Gruslin (né le 18 mars 1901), politicien belge

## Événements
- Fin du Gouvernement_Andréas_Papandréou_I et début du Gouvernement_Andréas_Papandréou_II
- Création de la 95e escadre de missiles stratégiques
- Sortie des chansons Bonzo Goes to Bitburg, Money for Nothing, Rock Me Amadeus et The Power of Love
- Sortie des albums Fables of the Reconstruction, Killing Is My Business... and Business Is Good!, Little Creatures et The Dream of the Blue Turtles
- Publication du roman Schismatrice +
- Sortie du film Ran